# Campsiura feistmanteli
Campsiura feistmanteli är en skalbaggsart som beskrevs av Anton Franz Nonfried 1892. Campsiura feistmanteli ingår i släktet Campsiura och familjen Cetoniidae. Inga underarter finns listade.